# Prima TV (Rumänien)
Prima TV wurde im Dezember 1997 als werbefinanzierter Privatfernsehsender in Rumänien gestartet und gehörte bis Dezember 2013 zur ProSiebenSat.1 Media AG. Der Sender erreicht 87 Prozent der rumänischen Stadtbevölkerung und gehört zu den vier erfolgreichsten Fernsehsendern des Landes.
Das Erscheinungsbild von Prima TV wurde 2008 dem Erscheinungsbild des deutschen Fernsehsenders ProSieben angepasst. Außerdem nutzte Prima TV seit 2008 den Claim „We love to entertain you“, der bereits seit 2003 auf ProSieben zu sehen ist. 2015 wurde der Slogan geändert in „Crede în tine!“ („Glaub an dich“).
Das Programm besteht aus Spielfilmen, Serien, Dokumentationen und Reality-Shows, sowie der rumänischen Nachrichtensendung Focus.
2017 war Prima TV mit im Schnitt 116.000 Zuschauern täglich auf Platz 6 der Zuschauergunst in Rumänien.

## Sendungen
- CSI: Den Tätern auf der Spur
- Jericho – Der Anschlag
- Lost
- Medium – Nichts bleibt verborgen
- Navy CIS
- Reich und Schön
- Sex and the City